# Baradá
Baradá (arabsky بردى‎, hebrejsky אבנה‎ – Abáná, starořecky Χρυσορρόας – Chrysorrhoas) je řeka v Sýrii. Pramení v jihozápadní části Antilibanonu v blízkosti hranice s Libanonem. Prvních dvacet kilometrů teče na jihozápad, pak se stačí k jihovýchodu a odděluje Antilibanon od Hermonu. Na kraji Damašku, hlavního města Sýrie, se rozděluje do šesti vodních kanálů a zavlažuje Ghútu, oázu, na které je Damašek postaven. Za Ghútou se ztrácí v suché stepi, jejíž okraj se v období dešťů mění v bažinu. Její celková délka je zhruba 84 kilometrů.
Podle biblického podání v 2Král 5, 12 (Kral, ČEP) jde o jednu ze dvou řek, o níž se zmiňuje malomocný Náman.